# II. István bosnyák bán
Kotromanić István (1292. – 1353. szeptember 28.) vagy II. István, horvátul és bosnyákul: Stjepan II Kotromanić, bosnyák bán, Kotromanić Erzsébet magyar királyné apja és I. Lajos magyar király apósa.

## Élete
Kotroman István bosnyák bán és Nemanjić Erzsébet szerb királyi hercegnő elsőszülött fia. Anyja révén IV. István Dragutin
szerb király és Árpád-házi Katalin magyar királyi hercegnő unokája és anyai nagyanyja révén V. István magyar király dédunokája volt. Apja halála (1314) után ő örökölte ugyan a báni méltóságot, de a hatalmat Boszniában Šubić Mladen horvát bán birtokolta, aki 1302-től 1322-ig tartotta a kezében a kormányrudat. 1322-től pedig néhány évig anyja uralkodott helyette. Anyai nagybátyja, II. István Ulászló szerémi király (1280 körül–1325) gyermektelensége miatt őt tekintették az V. István magyar királytól eredeztetett Árpád-ház seniori ága folytatójának, hiszen anyai nagyanyja, Magyarországi Katalin szerb királyné V. István elsőszülött lánya volt. Éppen ezért I. Károly magyar király, aki V. István harmadszülött lányának, Árpád-házi Mária nápolyi királynénak volt az unokája, pedig igyekezett megnyerni magának, és szövetségesévé tenni az ifjú bosnyák bánt.
1319-ben még ugyan a karintiai I. Menyhért, Ortenburg grófja egy ismeretlen lányával jegyezte el magát, és ezért XXII. János pápa 1319. július 18-án kelt levélben adta meg a diszpenzációt a negyedfokú rokonság miatt, mert mindketten a merániai grófoktól származtak. A házasság azonban ismeretlen okból nem jött létre. Ezután I. Károly magyar király vette a kezébe az ügyet, és 1323-ban összeházasította a felesége, Piast Erzsébet királyné elsőfokú unokatestvérének, Kázmér kujáviai hercegnek a lányával és Fennena magyar királynénak, III. András magyar király első feleségének az unokahúgával, Erzsébettel. A házasságot sokáig nem kísérte gyermekáldás, míg végül majdnem 17 évvel a menyegző után megszületett az egyetlen gyermekük, egy leány, Erzsébet, a későbbi magyar királyné. Magyarországgal jó viszonyt folytatott, felesége halála után lánya a budai udvarban nevelkedett, és annyira elkötelezett volt Magyarország irányában, hogy visszautasította IV. Uroš István Dusán szerb cár ajánlatát 1351 körül, aki fiának, Uroš trónörökös számára szerette volna feleségül kérni a bosnyák bán egyetlen leányát, hogy a két délszláv állam közötti viszályt ezzel az aktussal elsimítsák. Kotromanić István az 1349-ben megözvegyült és gyermektelen I. Lajos magyar királyhoz adta feleségül a lányát, amelynek elrendezése ügyében személyesen járt Budán. Az esküvőre 1353. július 20-án került sor Budán. Az apa még megérhette lánya egybekelését a magyar királlyal, de még ugyanabban az évben, 1353. szeptember 28-án meghalt. Az általa alapított Mileševa kolostorban helyezték örök nyugalomra.

## Gyermeke
- Feleségétől, Piast Erzsébet (1302–1345)  kujáviai hercegnőtől, 1 leány:
  - Erzsébet (1340 körül–1387) bosnyák hercegnő, férje I. (Anjou) Lajos (1326–1382) magyar és lengyel király, 4 leány:
    - Anjou Mária (1365–1366) magyar királyi hercegnő
    - Anjou Katalin (1370–1378) magyar és lengyel királyi hercegnő
    - (Anjou) Mária (1371–1395) magyar király, férje Luxemburgi Zsigmond iure uxoris magyar király, 1 fiú:
      - Luxemburgi N. (fiú) (1395–1395) magyar királyi herceg

    - I. (Anjou) Hedvig (1374–1399) lengyel király, férje Jagelló 1351 körül–1434) litván nagyherceg, II. Ulászló néven iure uxoris lengyel király, 1 leány:
      - Jagelló Erzsébet Bonifácia (1399–1399) lengyel királyi hercegnő